# کرش آو د تایتانز
«کراش آو د تایتانز» (انگلیسی: Crash of the Titans) یک بازی ویدئویی در سبک سکوبازی است که توسط سییرا اینترتینمنت و در سال ۲۰۰۷ و در پلت‌فرم‌های نینتندو دی‌اس، گیم بوی ادونس، وی، اکس‌باکس ۳۶۰، پلی‌استیشن ۲، و پلی‌استیشن همراه منتشر شده‌است.
کراش آو د تایتانز چهاردهمین نسخه از سری کراش باندیکوت، ششمین قسمت سری اصلی و نخستین نسخه از سری جهش‌یافته‌است.

## روند بازی
کرش او د تایتانس یک بازی ضرب و شتم با جنبه‌های پلتفرمینگ است که در آن بازیکن کراش باندیکوت را کنترل می‌کند که هدف اصلی آن نجات خواهرش، کوکو، و نجات خانه اش، جزیره وومپا، از نابودی توسط آنتاگونیست اصلی است. ربات غول پیکر اولین هدف بازیکن نجات ماسک حساس آکو آکو است که به بازیکن دستورات اولیه می‌دهد، از کراش در برابر حملات دشمن محافظت می‌کند و می‌تواند به عنوان یک تخته برای کمک به کراش در عبور از زمین‌های لغزنده استفاده شود. از آنجا، هر سطح (که به عنوان «قسمت» شناخته می‌شود) از بازیکنان می‌خواهد که مبارزات خود را با گروه‌های بزرگی از دشمنان کامل کنند یا به سادگی در اپیزود پیشرفت کنند.
کراش بازی را با چهار جان شروع می‌کند. طول عمر هر یک از کراش به سلامت سنج او گره خورده‌است، که هر زمان کرش در اثر حملات دشمن آسیب ببیند یا در یک گودال بی ته سقوط کند، کاهش می‌یابد. بازیکن می‌تواند با جمع‌آوری میوه وومپا، سلامت سنج کراش را پر کند. هر بار که متر سلامت به‌طور کامل تخلیه می‌شود، کراش جان خود را از دست می‌دهد. با این حال، بازیکن می‌تواند با جمع‌آوری ۲۵۰۰ واحد از ماده جادویی موجو یا با جمع‌آوری یک نوع کمیاب از میوه طلایی وومپا یک عمر اضافی برای کراش به دست آورد. پس از از بین رفتن آخرین زندگی، بازیکن می‌تواند با راه اندازی مجدد قسمت فعلی به بازی ادامه دهد.
هر قسمت شامل یک پورتال است که به یک میدان مینی بازی ساده منتهی می‌شود، جایی که بازیکن باید یک کار را در زمان مشخصی انجام دهد. به‌طور کلی این کار شامل جمع‌آوری مقدار مشخصی از موجو، جک کردن یک تایتان و استفاده از توانایی‌های آن، یا به سادگی شکست دادن تعداد معینی از دشمنان است. در پایان هر قسمت، بازیکن رتبه ای از عروسک وودو برنزی، نقره ای یا طلایی را به دست می‌آورد. رتبه را می‌توان با شکست دادن تعدادی از مینیون‌ها، از بین بردن سه توالت روباتیک یا ایجاد حداقل تعداد ضربات متوالی در نبرد بهبود بخشید. اگر قرار است برای آن قسمت یک عروسک وودوی طلایی تهیه شود، هر سه کار باید در یک قسمت انجام شوند. عروسک‌های وودوی پنهان بسته‌های هنری مفهومی را برای هر قسمت باز می‌کنند.
نسخه نینتندو دی‌اس بازی کرش او د تایتانز دارای گیم پلی مشابه با قسمت‌های قبلی بازی کرش بندیکوت است. بازی در چهار جزیره جریان دارد که هر کدام دارای دو سطح و یک رئیس هستند. هنگامی که یک رئیس شکست می‌خورد، قفل جزیره جدیدی باز می‌شود. هر جزیره "تخته پاچینکو " خود را دارد که در آن بازیکنان می‌توانند "اقلام درخواستی" را ببرند. مواردی که می‌توانند برای بازگرداندن سلامتی، ایجاد شکست ناپذیری موقت و ایجاد انفجارهای نیترو از جمله موارد دیگر مورد استفاده قرار گیرند. محتوای اضافی را نیز می‌توان در این تابلوهای پاچینکو به دست آورد، مانند هنر گالری، تقلب‌ها و مقدار زیادی موجو.

### مبارزه

کرش بندیکوت و «کاربن کرش» به ترتیب تایتان‌های سنیپ و سپایک را جک کرده‌اند.

در حالی که بازی‌های قبلی کرش را در حال چرخش یا پریدن به سمت دشمن برای حمله نشان می‌داد، کرش او د تایتانس گزینه‌های بیشتری برای حمله به او می‌دهد. در اوایل بازی، کراش دارای یک حمله با قدرت سبک و یک حمله با قدرت سنگین است و همچنین می‌تواند بلوک دشمن را مسدود کند، جاخالی دهد یا آن را بشکند. هنگامی که او یک دشمن را شکست می‌دهد یا یک شی را از بین می‌برد، یک ماده جادویی به نام موجو آزاد می‌شود. هنگامی که کراش به اندازه کافی موجو جمع‌آوری می‌کند، یا ارتقای توانایی یا حرکت جدیدی مانند نوریس راندهاوس یا اژدهای سه‌گانه به دست می‌آورد. حمله چرخشی کلاسیک او، به نام «الد سکول»، یک حرکت بازشدنی است، همراه با یک نوع هوایی که به کراش اجازه می‌دهد تا بر روی شکاف‌ها شناور شود.
در حالی که مینیون‌های کوچک برای شکست کرش تنها به یک حمله ترکیبی نیاز دارند، دشمنان بزرگتر که به عنوان «تایتانز» شناخته می‌شوند، نیاز به تلاش بیشتری برای تسلیم شدن دارند. هر یک از پانزده تایتان منحصر به فرد در بازی دارای یک ستاره سنج هستند که نشان می‌دهد چقدر به مبهوت شدن نزدیک هستند. هنگامی که کراش شروع به حمله به یک تایتان می‌کند، متر بالا می‌رود و با توقف او کاهش می‌یابد. وقتی پر است، تایتان مبهوت می‌شود و مستعد «جک زدن» می‌شود، یعنی کراش می‌تواند موجود را سوار کند و آن را کنترل کند. در حالی که تایتان توسط بازیکن کنترل می‌شود، دارای یک مجموعه حرکتی مشابه با کراش است، اگرچه برخی از تایتان‌های جک شده می‌توانند پرتابه شلیک کنند. علاوه بر سلامت بیشتر، تایتان‌هایی که توسط کراش کنترل می‌شوند، دارای یک تایتان متر بنفش هستند. وقتی این متر پر شد، بازیکنان می‌توانند تایتان را وادار به انجام یک حمله ویژه کنند، که به‌طور کامل متر را در فرایند تخلیه می‌کند.
دوام یک تایتان به اندازه آن بستگی دارد. تایتان‌های بزرگتر نسبت به دیگران تلاش بیشتری برای شکست خواهند داد و تعداد کمی از حملات کراش مصون هستند. برای شکست دادن آنها، کراش باید یک تایتان کوچکتر را جک کند تا با آنها مبارزه کند. با شکست دادن تایتان بزرگتر، او می‌تواند تیتانی را که قبلاً جک کرده بود پیاده کند و مستقیماً تیتان بزرگتر را جک بزند. تیتان پیاده شده سپس نابود خواهد شد.
بازی مشارکتی
بازیکنی که از کنترلر دوم استفاده می‌کند می‌تواند در هر زمان که بخواهد در قالب یک نسخه کرش با رنگ سفید معروف به «کاربن کرش» به بازی بپیوندد. بازیکن دوم در کوله پشتی بازیکن اول ظاهر می‌شود و معمولاً می‌تواند وارد کوله یا خارج شود. با این حال، اگر بازیکن اول در هوا یا در حال بالا رفتن از دیوار باشد، بازیکن دوم باید در کوله پشتی بماند. این روش بازی برای غلبه بر دشمنان و جمع‌آوری سریعتر موجو مفید است. دو حالت بازی سی-اپی وجود دارد. در حالت لیپفراگ، بازیکنان هر بار که بازیکن جلو می‌پرد، تاب می‌خورد یا سر می‌خورد، کنترل را عوض می‌کنند، در حالی که در حالت پیگیبک، هر بازیکن به کوله پشتی خود مجهز است و در صورت انجام این کار می‌تواند در کوله پشتی بازیکن دیگر پنهان شود. شدید، مانند هنگام پریدن از روی شکاف.